# 山崎元家
山崎 元家（やまざき もといえ）は、江戸時代前期の尾張藩士。

## 略歴
山崎氏は五井松平家初代の松平忠景の子で、岡崎城に近い造岡城に住んだ作岡算次を祖とする。その子孫は後に今川氏に仕えて駿河国駿東郡山崎に移り住み、父の代で山崎氏を称した。父の元直は今川氏の没落後は三河国幡豆郡に住んでいたが、徳川家康が関東に移った後、その四男の松平忠吉に150石で仕えた。元家は父の家督を継ぎ、忠吉の没後も尾張国に残って尾張藩士となり、伊奈吉勝の組に属する。慶長20年（1615年）大坂夏の陣では天王寺の戦いで先駆けを務め、酒巻伊右衛門の助勢を得て敵一人の首を挙げている。戦後は尾張藩を離れたが、寛永7年（1630年）に帰参して300石を領し、御供番、足軽頭、鉄砲頭を歴任する。正保3年（1646年）旗奉行となり、200石を加増された。承応3年（1654年）老年に及んで家督を嫡男の元忠に譲り、寛文7年（1667年）に没。